# Ricardo Trigilli
Ricardo Antonio Trigilli (Buenos Aires, 24 agosto 1934 – Buenos Aires, 20 gennaio 2010) è stato un allenatore di calcio e calciatore argentino, di ruolo attaccante.

## Palmarès

### Giocatore

#### Competizioni nazionali
- Campionato cileno: 1

Univ. Católica: 1961
- Primera B Nacional: 1

Argentinos Juniors: 1955

### Allenatore

#### Competizioni nazionali
- Primera B Nacional: 2

Estudiantes (BA): 1977
Ferro Carril Oeste: 1978